# Khang Hữu Vi
Khang Hữu Vi (tiếng Trung: 康有為; bính âm: Kāng Yǒuwéi; Việt bính: Hong1 Jau5-wai4; 1858–1927), nguyên danh là Tổ Di (祖詒), tự là Quảng Hạ (廣廈), hiệu là Trường Tố (長素), Minh Di (明夷), Canh Sinh (更生), Tây Tiều Sơn Nhân (西樵山人), Du Tồn Tẩu (游存叟), Thiên Du Hóa Nhân (天游化人). Ông là nhà văn, nhà tư tưởng tư sản, lãnh tụ phái Duy tân ở Trung Quốc cuối thế kỷ XIX.

## Thân thế và sự nghiệp
Khang Hữu Vi là người ở huyện Nam Hải, tỉnh Quảng Đông, cho nên sau này người đời còn gọi ông là Khang Nam Hải (康南海).
Ông là con trưởng trong một gia đình quan lại mấy đời nổi tiếng về cựu học. Cha ông là Khang Đạt Sơ, làm quan Tri huyện trong tỉnh Giang Tây. Năm Khang Hữu Vi lên 11 tuổi thì cha mất, ông phải theo sống và học với ông nội đang làm Giáo học ở châu Liên.
Năm 19 tuổi, ông kết hôn với nữ sĩ họ Trương. Cũng năm này, nội ông qua đời. Sau đó, ông tới Lễ Sơn thảo đường của học giả Chu Thế Kỳ (có sách ghi là Chu Thứ Kỳ) xin học.
Năm 1879, Khang Hữu Vi về quê nghiên cứu Phật học, gặp gỡ với những người trí thức mới biết ở Bắc Kinh đã xuất hiện mầm mống tư tưởng cải lương tư sản. Cuối năm này, ông có dịp đi Hương Cảng (Hồng Kông), tận mắt nhìn thấy tình hình kiến thiết ở đây, ông bắt đầu thay đổi cách nhìn đối với chủ nghĩa tư bản và bắt đầu nảy sinh ý định muốn cải cách chế độ phong kiến chuyên chế Trung Quốc.
Tháng 6 năm 1882, ông đến Bắc Kinh dự thi Hương. Thi hỏng, ông về Quảng Đông rồi qua Thượng Hải tham quan các tô giới nước ngoài. Sau đó, ông về quê mở trường dạy học (Vạn Mộc thảo đường) và tìm đọc thêm một số sách dịch viết về nền chính trị phương Tây. Thời gian này ông biên soạn cuốn Khang Tử thiên (Thiên sách của Khang Tử).

### Vận động cải cách
Năm 1888, Khang Hữu Vi lên Bắc Kinh dự thi Hương lần nữa, nhưng vẫn không đỗ. Nhân đó, ông dâng thư lên Hoàng đế Quang Tự xin phát triển chủ nghĩa tư bản trên cơ sở bảo tồn chế độ quân chủ. Bức thư dài 5000 chữ (Vạn ngôn thư) tuy không đến được tay Hoàng đế, nhưng cũng đã gây được tiếng vang.
Tháng 3 năm 1895, sau khi đỗ thi Hương, ông lên Bắc Kinh dự thi Hội. Bấy giờ dân tình đang xôn xao trước sự thất bại của Trung Quốc trong cuộc Chiến tranh Thanh-Nhật.
Bị một nước nhỏ là Nhật Bản đánh thua, nhiều kẻ sĩ Trung Quốc bỗng thức tỉnh. Họ nhận ra rằng cần mà phải thay đổi chế độ và duy tân mọi mặt mới chấn hưng được nước nhà. Bởi vậy khi Khang Hữu Vi đứng lên vận động liền được 1.300 sĩ tử của 18 tỉnh đồng ký tên vào bức thư đề nghị Hoàng đế không phê chuẩn điều ước Mã Quan với Nhật Bản và cần làm gấp cuộc biến pháp duy tân (nói vắn là biến pháp). Cùng lúc đó, Lương Khải Siêu (học trò ông) cũng đã thảo thư với nội dung tương tự, có chữ ký của 190 cử nhân tỉnh Quảng Đông.
Tuy nhiên, cả hai thư không đến được tay Hoàng đế, vì bị Viện đô sát ở triều đình từ chối. Tuy nhiên, việc làm này của hai ông đã gây chấn động lớn ở kinh thành. Bởi từ thế kỷ XII, đời Nam Tống đến bấy giờ (cuối thế kỷ XIX), mới lại thấy một phong trào học sinh dâng thỉnh nguyện lên Hoàng đế .
Ngày 29 tháng 5 năm 1895, sau khi thi đỗ Tiến sĩ nhưng chưa nhận chức quan, Khang Hữu Vi lại dâng thêm một bức thư dài lên Hoàng đế Quang Tự, trình bày thêm sự bức thiết phải thực hành biến pháp. Tiếp đó, ông lại đệ trình một bức thư nữa trình bày về việc thiết lập nghị viện .
Tháng 6 năm 1896, Khang Hữu Vi (lúc này đang làm ở bộ Công) và Lương Khải Siêu lại dâng thư đề nghị biến pháp. Lần này nhờ có thầy dạy Hoàng đế là Trạng nguyên Ông Đồng Hòa , giúp đỡ nên thư mới đến tay Hoàng đế .
Sau đó, Khang Hữu Vi và Lương Khải Siêu được Hoàng đế Quang Tự cho mời vào cung. Khi nghe hai ông trình bày chủ trương biến pháp xong, Hoàng đế tỏ ý rất đồng tình.
Để vận động cải cách, ngoài việc biên soạn sách, Khang Hữu Vi còn cho ra tờ Vạn quốc công báo, sau đổi thành Trung ngoại ký văn (Văn chương chép việc trong ngoài) vào tháng 7 năm 1896 tại Bắc Kinh và lập Cường học hội vào tháng sau, rồi giao cho Lương Khải Siêu làm Chủ bút và làm lãnh đạo hội.
Phái thủ cựu lo sợ trước ảnh hưởng của tư tưởng duy tân do hội này đề ra, nên ra lệnh cấm vào tháng 1 năm 1897. Thế nhưng, các hội vẫn hoạt động được bằng những tên gọi khác .
Ngày 11 tháng 6 năm 1898 (Mậu Tuất), công cuộc biến pháp bắt đầu bằng hàng loạt các sắc lệnh của Hoàng đế, như mở trường học, làm đường sắt, cải cách chế độ thi cử, giảm biên chế các tổ chức hành chính, luyện tập quân đội theo lối mới, v.v...Trong khoảng chưa đầy ba tháng, hơn một trăm đạo chiếu được ban ra, làm cho cả trong triều lẫn ngoài tỉnh xôn xao. Đúng là "toàn biến" và "tốc biến" như khẩu hiệu đã đề ra.
Lúc này Khang Hữu Vi và Lương Khải Siêu đều được Hoàng đế phong chức Kinh khanh để có điều kiện lo cho công việc.
Cuộc biến pháp đang tiến hành, thì vấp phải sự chống đối mạnh mẽ của phái thủ cựu (sử gọi là Hậu đảng), mà người đứng đầu là Thái hậu Từ Hi.
Đàm Tự Đồng, một thành viên của phái duy tân, thấy Thái hậu Từ Hi cản trở công cuộc đổi mới, bèn khuyên Hoàng đế Quang Tự đoạt lấy chính quyền. Hoàng đế nghe lời bèn triệu Viên Thế Khải lúc đó đang thống lĩnh 7.000 quân về Bắc Kinh bàn việc, có ý dùng quân của Viên để bao vây Di Hòa Viên.
Chẳng may việc đó bị tiết lộ (chính Viên phản Hoàng đế Quang Tự, vì thấy Từ Hi và phe cánh của bà hãy còn mạnh). Thái hậu Từ Hi vội vàng trở về Bắc Kinh, họp Hoàng đế Quang Tự và các đại thần lại. Quát mắng tất cả một hồi, bà tuyên bố rằng Hoàng đế đau, bà phải thính chính trở lại, và sai quân đem giam Hoàng đế Quang Tự ở Doanh Đài, trong hồ Tây Uyển.
Sau đó, bà ban lệnh cấm sĩ dân dâng thư, phế bỏ cục Quan báo, đình chỉ việc lập học hiệu, dùng lại lối văn tám vế để chọn kẻ sĩ, bỏ khoa thi đặc biệt về kinh tế, bỏ các tổng cục nông công thương, cấm hội họp, cấm báo quán và cho truy nã các Chủ bút...Tóm lại là chỉ trong một hai tuần, bà đã làm cuộc "toàn hủy" và "tốc hủy" các cải cách của Hoàng đế Quang Tự. Sử gọi vụ đấy là Chính biến Mậu Tuất (1898), là Bách nhật Duy tân (Duy tân trăm ngày).

### Chạy thoát sang Nhật Bản
Cuộc biến pháp bị hủy bỏ, những người đề xướng đều bị quan quân đi lùng bắt. Nhờ hay trước, Khang Hữu Vi trốn vào sứ quán Anh Quốc ở Thượng Hải, rồi sang Đế quốc Nhật Bản. Lương Khải Siêu, sau khi việc xảy ra mới trốn qua đấy. Đàm Tự Đồng không chịu trốn nên bị giết cùng với năm người nữa, được người đời gọi tôn là "Lục quân tử" (trong đó có em của Khang Hữu Vi là Khang Quảng Nhân).
Ở Canada, ngày 20 tháng 7 năm 1899, Khang Hữu Vi lập Bảo hoàng hội , chủ trương lật đổ Thái hậu Từ Hi, phò trợ Hoàng đế Quang Tự lên nắm lại quyền cai trị. Lương Khải Siêu xuất bản báo Thanh Nghị để ủng hộ Hoàng đế Quang Tự và công kích Từ Hi. Tức giận, Từ Hi yêu cầu Đế quốc Anh, Nhật Bản giao cả hai cho bà, nhưng không thành công vì họ coi hai ông là phạm nhân chính trị.
Nhưng không lâu sau, vì thấy cuộc Cách mạng Pháp (1789 – 1799) và sự tranh giành chính quyền ở các nước thuộc Trung Mỹ, Nam Mỹ gây nhiều chết chóc và hỗn loạn quá; Khang Hữu Vi bèn đòi Nhà Thanh phải cải cách quốc gia theo quân chủ lập hiến. Lương Khải Siêu theo thầy, cho ra tờ Tân Dân tùng báo để cổ súy cho chính thể này .
Việc làm này của Khang Hữu Vi và Lương Khải Siêu có ít nhiều tác dụng, bởi sau liên quân tám nước kéo vào Bắc Kinh, dẫn đến hòa ước Tân Sửu (1901), thì Thái hậu Từ Hi buộc phải cho khôi phục lại những sắc lệnh mà cuộc biến pháp đã đề ra để mua chuộc lại lòng dân lúc bấy giờ đang oán hận.
Tuy nhiên, việc ban bố Hiến pháp thì mãi đến năm 1908, Nhà Thanh mới thực hiện, nhưng liền bị chê là lập hiến hình thức, bởi quyền vua vẫn còn rất lớn, mà quyền dân thì rất ít.

### Trở về Trung Quốc rồi mất
Năm 1911, cách mạng Tân Hợi thành công tại Trung Quốc. Khang Hữu Vi trở về nước, lại đề xướng chủ trương bảo hoàng, tức định khôi phục ngôi vua cho phế đế Phổ Nghi. Sử gọi đây là cuộc vận động "phục tịch".
Năm 1913, ông cho ra tạp chí Bất Nhẫn ở Thượng Hải, và làm Hội trưởng hội Khổng giáo.
Năm 1917, Khang Hữu Vi làm quân sư cho Trương Huân. Khi Lê Nguyên Hồng thoái vị, Trương Huân bèn đưa Phổ Nghi trở lại ngôi. Bị Đoàn Kỳ Thụy mang quân về đánh, Trương Huân thua phải trốn vào sứ quán Hà Lan. Cuộc phục tịch chưa được mười ngày đã chấm dứt.
Kể từ đó, Khang Hữu Vi đi chu du khắp nước truyền bá Khổng giáo, viết thơ văn và đóng vai trò "di lão triều Thanh", lãnh một số trợ cấp nhỏ của chính phủ, rồi chết cô đơn tại nhà riêng ở Thanh Đảo (Sơn Đông) ngày 31 tháng 3 năm 1927, thọ 69 tuổi.

## Tác phẩm
- Khang Tử thiên (Thiên sách của Khang Tử) gồm Nội thiên (nói về cái lý của trời đất vạn vật) và Ngoại thiên (nói về cá việc chính trị, giáo dục, nghệ thuật, âm nhạc).
- Tân học ngụy kinh khảo (Dùng phương pháp học mới khảo sát những bộ kinh trá ngụy)
- Khổng Tử cải chế khảo (Khảo về những sửa đổi thể chế của Khổng Tử)
- Đại đồng thư (Cuốn sách về thuyết đại đồng)
- Âu Châu thập nhất quốc du ký (Chép việc đi chơi 11 nước châu Âu).

Ngoài ra, ông còn làm hơn nghìn bài thơ. Theo thông tin trong bộ sách Những nền văn minh thế giới, thì trước tác của Khang Hữu Vi có tới 139 loại. Sau được Trương Quý Lân ở biên tập thành 3 bộ đó là:
- Khang Nam Hải tiên sinh di trước hối san
- Vạn Mộc thảo đường di cảo
- Vạn Mộc thảo đường di cảo ngoại biên

## Nhận xét
Trong sách Lịch sử thế giới cận đại có đoạn liên quan đến Khang Hữu Vi như sau: 
Khang Hữu Vi và một số cộng sự của ông (gọi chung là phái Duy tân) đã tích cực truyền bá tư tưởng học thuyết chính trị xã hội của giai cấp tư sản phương Tây và phổ biến khoa học tự nhiên...Ngoài ra, phái này còn giáng những đòn mạnh vào hệ tư tưởng hủ lậu phong kiến, đã gây tác dụng mở đường cho các tư tưởng mới đến và phát triển tại Trung Quốc. Ảnh hưởng của phong trào Duy tân còn lan sang các nước láng giềng ở vùng Đông Nam Á. Một số sĩ phu yêu nước, qua các sách của Khang Hữu Vi (và Lương Khải Siêu), đã tiếp thu tư tưởng cải cách và trở thành những nhà Duy tân hồi đầu thế kỷ XX.
Nói về sự nghiệp văn chương của ông, học giả Nguyễn Hiến Lê viết:
Về thơ, trước Cách mạng Tân Hợi (1911), thơ ông có giọng hùng hồn, cảm khái, nhiệt tình ái quốc, cương cường chiến đấu...Sau năm này, thơ ông vẫn còn giọng ái quốc, nhưng có tư tưởng bảo hoàng, lời chua chát, không còn hiên ngang như trước. Ông cũng chủ trương như Hoàng Tuân Hiến, tức giữ phong cách cũ mà diễn tả những ý cảnh mới, dùng nhiều tiếng mới, tưởng tượng phong phú, cảm tình biến hóa.
Về văn, tư tưởng chủ yếu của ông ở cuốn "Đại đồng thư". Đại ý, ông đề nghị diệt các sự phân biệt về quốc gia, chủng tộc, giới tính, sản nghiệp,...để cho thế giới được đại đồng. Ông tin rằng hễ bỏ quân quyền, để dân được nắm quyền thì sự liên hợp các quốc gia sẽ dễ dàng vì dân nước nào cũng cần được yên ổn làm ăn...Ngoài ra, ông cũng nhào hết những tư tưởng của Nho, Lão, Phật vào bộ Đại đồng thư làm cho người đương thời theo ông không nổi, chê ông là ảo tưởng, nhưng ai cũng phải nhận ông có tư tưởng khác người, là một triết gia quan trọng thời Thanh mạt, mà tư tưởng cách của ông đáng trọng, công lao của ông với dân tộc đáng kể: Ông là người mở đường cho Cách mạng Tân Hợi
Giáo sư Nguyễn Huệ Chi, viết:
Về thơ, ở thời kỳ đầu (trước chính biến Mậu Tuất), hồn thơ của ông gắn liền với tư tưởng cải lương biến pháp duy tân. Thơ ông có cái tâm tình của một người đón luồng gió mới với niềm tin say mê vào lý tưởng của mình. Ở thời kỳ thứ hai (thời kỳ lưu vong), nhờ tầm mắt được mở rộng khắp đó đây, mà thơ ông vượt khỏi những kiến giải chính trị, để đề cập đến những hình ảnh bao la về Tân thế giới vốn chưa hề có trong thơ Trung Hoa truyền thống. Công phu tu dưỡng thâm hậu học vấn Đông Tây hoàn quyện với cảm hứng của một thi nhân đã tạo nên trong thơ ông có giọng điệu của một ngòi bút viết sử bằng thơ lớn bậc nhất kể từ sau Đỗ Phủ...
Về tản văn của ông chủ yếu là văn chính luận, tuy nhiên cũng có những điểm đặc sắc...Bởi ông đã dùng dùng lý luận chặt chẽ, hùng hồn để bác bỏ cựu học, đề xướng tân học. Văn ông giàu tâm huyết nên có ảnh hưởng rộng rãi một thời trong Nho sĩ trí thức Trung Hoa và các nước châu Á

## Sách tham khảo
- Dương Quảng Hàm, Việt Nam văn học sử yếu (bản in lần thứ 10). Trung tâm học liệu xuất bản, Sài Gòn, 1968.
- Nguyễn Hiến Lê, Đại cương văn học sử Trung Quốc. Nhà xuất bản Trẻ tái bản 1977.
- Nguyễn Hiến Lê, Văn học Trung Quốc hiện đại. Nhà xuất bản Văn học tái bản 1993.
- Nguyễn Hiến Lê, Sử Trung Quốc (Tập 2 và Tập 3 in chung). Nhà xuất bản Văn hóa, 1997.
- Phan Khoang, Trung Quốc sử lược. Văn sử học xuất bản, Sài Gòn, 1970.
- Nguyễn Huệ Chi, mục từ Khang Hữu Vi trong Từ điển văn học (bộ mới). Nhà xuất bản Thế giới, 2004.
- Vũ Dương Ninh - Nguyễn Văn Hồng, Lịch sử thế giới cận đại. Nhà xuất bản Giáo dục, 2008.
- Nhiều người soạn, Những nền văn minh thế giới. Nhà xuất bản Văn hóa-Thông tin, Hà Nội, 1995.